# Étienne-Émile Ramadié
Étienne-Émile Ramadié (né le 6 septembre 1812 et mort le 24 juillet 1884) est un prélat catholique français. Évêque de Perpignan-Elne puis archevêque d'Albi, il mène au cours de son ministère une lutte ferme contre la morale laïque à l'école.

## Biographie

### Évêque de Perpignan
Il est consacré le 6 mai 1865 par François-Marie-Joseph Lecourtier, évêque de Montpellier, en la cathédrale Saint-Nazaire de Béziers. En juillet 1870, il avertit Antoine-Marie Claret, confesseur de la reine Isabelle II d'Espagne en exil, de passage dans son diocèse, que l'ambassadeur d'Espagne a demandé son arrestation et lui permet d'échapper aux autorités.

### Archevêque d'Albi

#### Opposition aux lois Ferry
Lors de la première guerre des manuels, la Congrégation de l'Index condamne quatre manuels de morale laïque comme contraires aux doctrines chrétiennes et en interdit la lecture. Le ministère des Cultes ayant défendu que ce décret soit lu dans les églises de France, Ramadié choisit de passer outre et fait largement diffuser la condamnation dans son diocèse. Sous son impulsion, l' archidiocèse d'Albi est l'un des quatre diocèses — avec ceux d'Annecy, de Valence et de Tulle — où la lutte des catholiques contre l'impiété des manuels est la plus ferme.

## Succession apostolique
Étienne-Émile Ramadié a ordonné les évêques suivants :
- Évêque Jean-Auguste-Emile Caraguel (1877)